# .xyz
.xyz是互联网域名系统的通用顶级域，由ICANN的新通用顶级域名计划提出。受互联网和域名自身的无限潜力启发（例如，其自身较短且富有创意；由三个连续英文字母组成，十分直观），该域名试图代表下一代互联网“XYZ”——即包含了X世代、Y世代和Z世代的全球社群，通过新的方式向全球人类提供新的交流平台。

## 历史沿革
XYZ.COM公司创始人Daniel Negari早先购买XYZ.com，以用于提供域名注册，网站搭建等服务。随后XYZ.com成为互联网名称与数字地址分配机构（ICANN）认证注册商。在ICANN宣布新通用顶级域计划后，XYZ.COM决定成为注册局，并着手申请.xyz域。
2013年12月5日，XYZ.COM与ICANN签署注册局协议。隔年2月19日正式部署到域名系统根域，并于当年6月2日正式开放注册。
2016年12月5日，中华人民共和国工业和信息化部对.xyz域名给予了批复，这意味着.xyz域名可以在中国大陆进行备案并正常使用。

## 爭議
在发布于2014年3月的.xyz域名政策1.03版规定，所有.xyz域名不得诽谤贾斯汀·比伯、奥普拉·温弗里和注册局主席Daniel Negari。不过最新的2.0版本中上述条款已被删除。

## 外部連結
- .xyz域名whois工具（页面存档备份，存于）（英文）